# Estádio Paulo Barreto de Menezes
Estádio Paulo Barreto de Menezes  – stadion piłkarski, w Lagarto, Sergipe, Brazylia, na którym swoje mecze rozgrywa klub Atlético Clube Lagartense.